# Oracle Financial Services Software
Oracle Financial Services Software Limited (vormals i-flex Solutions Limited, gegründet als Citicorp Information Technologies Industries Ltd.), mehrheitlich im Besitz der Oracle Corporation, bietet IT-Lösungen für das Bankgewerbe.
i-flex gibt auf seiner Website an mehr als 825 Kunden in über 130 Ländern zu betreuen. Die Angebotspalette reicht von Software-Applikationen über individuelle Lösungen bis zu Consulting-Dienstleistungen. Nach eigenen Aussagen ermöglicht es i-flex Finanzinstituten ihre Kosten zu senken, rasch auf die Bedürfnisse des Marktes zu reagieren, die Verbesserung der Kundenbeziehungen und Risiken zu vermeiden.
Oracle und i-flex bieten gemeinsam Finanzdienstleistungen, Banking-Anwendungen und Technologien zur Bewältigung komplexer IT- und Business-Anforderungen an.

## Umfirmierung

Historisches Logo

Im April 2008 hat i-flex angekündigt, seinen Unternehmensnamen (Firma) in Oracle Financial Services Limited zu ändern. Am 15. Juli 2008 teilte i-flex mit, dass die neue Firma noch um das Wort Software erweitert wird und dann Oracle Financial Services Software Limited lauten wird. Seit dem 26. August 2008 firmiert i-flex Solutions Limited unter dem Namen Oracle Financial Services Software Limited.